# Pàvel Xeremet
Pàvel Grigórievitx Xeremet (en rus: Павел Григорьевич Шеремет, belarús: Павел Рыгоравіч Шарамет, Minsk, 28 de novembre de 1971 - Kíev, 20 de juliol de 2016) va ser un periodista rus d'origen belarús. Va ser empresonat pel govern de Belarús el 1997, un fet que va provocar un incident internacional entre Belarús i Rússia. The New York Times afirmà que era "conegut pels seus vigorosos informes sobre abusos polítics a Belarús" i "una espina al costat del govern autocràtic de Lukaixenko". Va ser guardonat el 1999 amb premi a la Llibertat de Premsa Internacional del Comitè per la Protecció dels Periodistes i el 2002 amb el premi de Periodisme i Democràcia de l'Organització per a la Seguretat i la Cooperació a Europa.
Pàvel Xeremet va morir a Kíev el 20 de juliol de 2016 a causa de l'explosió d'un cotxe. L'Oficina del Fiscal d'Ucraïna va assegurar que l'explosió va ser causada per una bomba i va descriure la mort de Xeremet com un assassinat.

## Biografia

### Primers anys
De 1994 a l'abril de 1995, Xeremet va ser el presentador i productor de Prospekt, un programa setmanal de notícies i anàlisi de la televisió estatal belarussa. El programa va ser prohibit pel president belarús, Aleksandr Lukaixenko, una setmana abans d'un referèndum per augmentar els poders presidencials.
Xeremet es va convertir, després, en editor en cap del diari belarús Belorusskaia Delovaia Gazeta. El mateix any, també va començar a treballar per a la televisió pública russa ORT, i va ser nomenat cap de la delegació de Minsk el 1996. A causa del creixent control dels mitjans belarussos pel govern de Lukaixenko, la televisió russa sovint era el principal recurs dels belarussos com a alternativa informativa.

### Incident fronterer
El 22 de juliol de 1997, Xeremet, juntament amb un càmera d'ORT i els seus assistens, va filmar-se creuant il·legalment de Belarús a Lituània i de tornada per mostrar la facilitat amb què els contrabandistes podien travessar la frontera. El govern de Lukaixenko es trobava enmig d'una iniciativa de lluita contra el contraban, i havia ordenat recentment noves tropes a les fronteres. Xeremet i els seus companys van ser detinguts per una patrulla fronterera després de saltar una tanca per filmar les zones no protegides. Xeremet i un membre de l'equip, Dmitri Zavadski, més tard van ser acusats de creuar il·legalment la frontera, "excedint els seus drets professionals com a periodistes" i participant en una conspiració.
Les autoritats russes van criticar les detencions, un fet que va conduir al que BBC News anomenaria una "discussió pública" entre les dues nacions. Ieltsin va cancel·lar un viatge planejat per Lukaixenko per visitar Moscou després que ja estigués de camí; al seu avió se li va negar l'entrada a l'espai aeri rus. El 18 de gener de 1998, Xeremet i Zavadski van ser condemnats a dos anys de presó i 18 mesos de presó, respectivament, però se'ls va suspendre la pena i van haver de pagar una multa "mínima" de 15 dòlars.

### Carrera periodística
El novembre de 1997 Xeremet va ser un dels signants de l'Acta 97, un manifest a favor de la democràcia exigint la fi de "la violació dels drets humans i les llibertats fonamentals per l'administració del president Aleksandr Lukaixenko". Xeremet també va actuar com a portaveu del moviment.
El 1999 va dur a terme una entrevista de televisió amb Naïna Iéltsina, que The New York Times va criticar com a "indulgent" i de "[fer] el possible per presentar la senyora Iéltsina sota una llum favorable". El canal ORT era controlat en gran part per l'oligarca Borís Berezovski, aliat d'Ieltsin.
El company de Xeremet i antic coacusat, Dmitri Zavadski, va desaparèixer el 7 de juliol de 2000, quan intentava assistir a una reunió a l'aeroport de Minsk amb Xeremet. Xeremet va acusar les autoritats de Belarús d'haver organitzat la seva desaparició forçada en represàlia pels seus reportatges. Més tard, va al·legar que l'exfiscal general de Belarús Oleg Bazhelko va informar-lo d'"esquadrons de la mort" del govern. Zavadski es va declarar legalment mort el 2003.
Xeremet des de 2012 va treballar en el diari digital Ukraïnska Pravda, on va posar en marxa un blog. Des 2015 va ser locutor de l'emissora ucraïnesa Radio Vesti, primer als caps de setmana al programa Xou Pavla Xeremeta, i després durant la setmana a Ranok Pavla Xeremeta.
Xeremet va deixa de treballar a la Televisió Pública de Rússia (OTR) el juliol de 2014, i va afirmar que els periodistes que no segueien l'"estil de propaganda del Kremlin" cobrint la crisi d'Ucraïna eren "assetjats".
Va ser crític amb el president belarús, Aleksandr Lukaixenko; el president de Rússia, Vladímir Putin, i, els últims anys, del president d'Ucraïna, Petrò Poroixenko, i també amic personal de l'opositor assassinat Borís Nemtsov. Ha criticat públicament l'annexió de Crimea per la Federació de Rússia i la intervenció militar russa a Ucraïna. En la seva última entrada al blog, el 17 de juliol de 2016, es mostrava preocupat perquè les milícies poguessin intentar un cop d'Estat a Ucraïna, i va acusar alguns dels seus membres d'estar per sobre de la llei i de tenir aliances amb màfies criminals

## Vida personal
Xeremet estava casat i tenia un fill i una filla.

### Mort
Xeremet va morir en una explosió d'un cotxe a Kíev el 20 de juliol de 2016. Diversos informes es refereixen a l'explosió com un cotxe bomba, i el fiscal general Iuri Lutsenko ho va descriure com un assassinat. Estava en un Subaru XV vermell que pertanyia a la seva esposa i sòcia, l'exredactora en cap del diari Ukraïnska Pravda, Olena Pritula. Ella no estava al cotxe en el moment dels fets. Segons el setmanari Nóvaia Gazeta, Xeremet i Pritula havien dit recentment als seus amics que estaven sota vigilància. Immediatament després de la seva mort, un funcionari del ministeri de l'Interior d'Ucraïna, va afirmar: "No podem descartar la possible participació dels serveis especials russos en aquest crim".
Van enterrar Xeremet a Minsk el 23 de juliol de 2016. El dia abans es va dur a terme una processó per Kíev on van assistir amics, col·legues, polítics i funcionaris del govern, entre ells el president ucraïnès Petrò Poroixenko.

#### Reaccions
El president d'Ucraïna, Petrò Poroixenko, va declarar que la mort de Xeremet era una "terrible tragèdia". El primer ministre Volodimir Boríssovitx va afirmar que la seva mort era una "pèssima notícia" en un comunicat a Facebook.

## Premis i reconeixements
El 1995 el Centre PEN Belarús va atorgar a Xeremet el premi Adamòvitx i el va nomenar el millor reporter de televisió de Belarús.
El novembre de 1998 Xeremet va ser guardonat amb el premi a la Llibertat de Premsa Internacional del Comitè per la Protecció dels Periodistes (CPJ, per les sigles en anglès). Com que a Xeremet li van negar el permís per viatjar a Nova York per assistir a la cerimònia programada amb els altres guanyadors Ruth Simon, Goenawan Mohamad, Gustavo Gorriti i Grémah Boucar, el CPJ va realitzar una cerimònia especial a Minsk el 8 de desembre per presentar el seu premi.
El 22 d'abril de 2002 l'Assemblea Parlamentària de l'Organització per a la Seguretat i la Cooperació a Europa (OSCE) va anunciar Xeremet com el guanyador del premi de Periodisme i Democràcia, que compartiria amb el periodista austríac Friedrich Orter, citat pels seus reportatges sobre drets humans als Balcans i a l'Afganistan. El premi va destacar que els dos havien "promogut els principis de l'OSCE en matèria de drets humans, democràcia i el lliure flux d'informació". Els dos es van partir un premi de 20.000dòlars.